# Dikraneura dreisbachi
Dikraneura dreisbachi är en insektsart som beskrevs av Knight 1968. Dikraneura dreisbachi ingår i släktet Dikraneura och familjen dvärgstritar. Inga underarter finns listade i Catalogue of Life.